# Liga Democrática de China
La Liga Democrática de China (en chino tradicional, 中国 民主 同盟; en chino simplificado, 中国 民主 同盟; pinyin, Zhōngguó Mínzhǔ Tóngméng), es uno de los ocho partidos políticos legalmente reconocidos de la República Popular de China.

## Historia
El partido fue fundado el 13 de octubre de 1939 y tomó su nombre actual en 1944. En su formación, se trataba de una coalición de tres partidos por la democracia y tres grupos de presión. Sus dos objetivos principales fueron el apoyo a los esfuerzos de China de guerra durante la Segunda Guerra Sino-Japonesa y para ofrecer una "Tercera Vía" entre los nacionalistas y los comunistas. Influyentes miembros o simpatizantes incluidos Liang Shuming; Xiaotong Fei, Li Huang del Grupo de Jóvenes de China, Zhang Junmai (Carson Chang); Huang Yanpei; Wu Han, Chu Anping, Wen Yiduo.
Después de la guerra, muchos estadounidenses en China eran simpáticos. Theodore H. White escribió que si los hombres del grupo intermedio estaban bien organizados, pueden garantizar la paz. Pero no lo eran. Carecían de un ejército, una maquinaria política, las raíces de cualquier clase social. Solo la difusión de la educación y la industria puede crear suficientes hombres del mundo moderno para darles una amplia base social. Pero la desilusión con el gobierno nacionalista, que prohibía al partido en 1947, y la infiltración de los comunistas provocó la Liga se inclinase hacia el PCCh durante la guerra civil china. A partir de entonces, dos de sus partes constituyentes, el Partido Nacional Socialista de China y la Partido de la Juventud Chino, a la izquierda para unirse a la Liga de los nacionalistas en Taiwán. La "Tercera Parte" a la larga se convirtió en la Partido Democrático de los Campesinos y Trabajadores en 1947. Esta partido salió de la Liga, pero siguió siendo pro-comunista. 
Los grupos de interés fueron la Asociación de Salvación Nacional, la Asociación para la Reconstrucción Rural, y la Sociedad de la Formación Profesional. La NSA fue de lejos el más grande y más popular de los tres. Fue inspirado por la Salvación Nacional Ejércitos y su tarea consistía alentar la resistencia contra el Japón, pero fue irrelevante después del fin de la guerra. El RRA se formó un grupo de presión agrarista del Movimiento de Reconstrucción Rural que originalmente era hostil al comunismo, pero sus intereses en el bienestar de los campesinos poco a poco atravesada. El grupo de interés en tercer lugar, la Sociedad de la Formación Profesional, quería establecer escuelas de formación profesional a través de China y se convirtió en el núcleo de la Asociación de Construcción Democrática de China. 
En 1997, la comisión aprobó una constitución que estipula que su programa es mantener en alto la bandera del patriotismo y el socialismo, aplicar la línea de base para la etapa primaria del socialismo, salvaguardar la estabilidad en la sociedad, fortalecer los servicios de la unidad nacional y luchar por la promoción de la modernización socialista, el establecimiento y mejora de la economía de mercado, el mejoramiento de la reestructuración política y la civilización espiritual socialista, la emancipación y el desarrollo de las fuerzas productivas, la consolidación y expansión del frente único patriótico y la realización de las grandes metas del socialismo con características chinas. 
La Liga está compuesta principalmente por intelectuales de alto y medio nivel en los ámbitos de la cultura, la educación, la ciencia y la tecnología. Cuenta con una membresía de 175.000 y su presidente es Jiang Shusheng.